# Număr cuantic secundar
În mecanica cuantică, numărul cuantic secundar, de asemenea numit și număr cuantic azimutal sau orbital (simbolizat l sau ℓ) este unul dintre cele patru numere cuantice folosite pentru descrierea stării unui electron dintr-un atom și cuantifică momentul cinetic orbital. Valoarea sa este mereu un număr natural, luând valori între 0 și (n-1), unde n este numărul cuantic principal. Numărul cuantic azimutal determimă forma orbitalului și arată numărul de noduri la nivelul nucleului în graficul densității probabilității de localizare.